# Asynarchus zhiltzovae
Asynarchus zhiltzovae là một loài Trichoptera trong họ Limnephilidae. Chúng phân bố ở miền Cổ bắc.